# غرغول
الغرغول (جمعه: غراغيل) أو الكَرغَل أو المِزْرَان أو الميزاب أو غار الغول في العمارة هو مخلوق قبيح منحوت أو مصنوع مع صنبور مصمم لنقل مياه السطح بعيداً عن جانب المبنى، وبالتالي فهو يمنع مياه الأمطار من الجريان على جدران البناء مما قد يسبب تآكل الملاط بين الحجارة. استخدم المهندسون المعماريون في غالب الأحيان أكثر من غرغول في مبنى واحد، لتجزئة عملية التخلص من مياه الأمطار المتدفقة على السطح من أجل تقليل الأضرار المحتملة والناجمة عن العواصف الممطرة. يُقص الحوض في الجزء الخلفي من الغرغول وعادة ما يخرج ماء المطر من خلال الفم المفتوح. يكون الغرغول في العادة حيواناً خيالياً ممدوداً وذلك لأن طول الغرغول يحدد المدى الذي ستبتعد به المياه عن الجدار. عند استخدام أكتاف التدعيم في العمارة القوطية، قُطّعت القنوات المقنطرة إلى دعامات في بعض الأحيان لتحويل المياه عن جدران الممر.

## أصل الكلمة

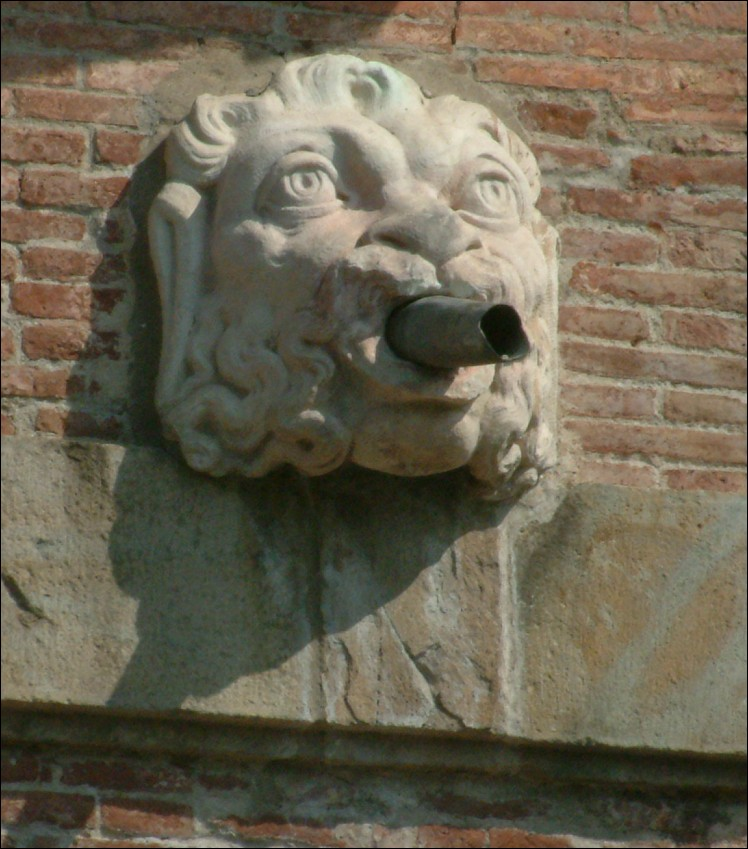
غرغول على مبنى في إيطاليا

ينشأ مصطلح غرغول من الكلمة الفرنسية gargouille التي يعني مرادفها بالإنجليزية «الحلق» أو المعروف باسم «المريء». في اللاتينية، تُشتق gurgulio وgula وgargula، («الحلق» أو «المريء») وكلمات مماثلة كلها من الجذر gar، «يبتلع»، والتي تمثل جميعها صوت غرغرة المياه. (على سبيل المثال، كلمة garganta البرتغالية والإسبانية، «الحلق»، gárgola، «المزراب»). ترتبط الكلمة أيضًا بالفعل الفرنسي gargariser (يصدر صوت الغرغرة)، والذي يشترك في الجذر اللاتيني مع الفعل «gargle» (يصدر صوت الغرغرة) ومن المحتمل أن يكون مقلدًا في الأصل. الكلمة الإيطالية المرادفة للغرغول هي doccione أو gronda sporgente، وهي عبارة معمارية حرفية تعني «مزراب بارز». (تستخدم الإيطالية أيضًا مصطلح gargolla o garguglia، عندما يكون لها شكل بشع).
عندما لا يُبنى الغرغول ليشكل صنبور ماء، بل يؤدي وظيفة تزينية أو فنية فقط، فإن المصطلح الصحيح لمثل هذا التمثال هو غروتيسك أو شيميرا أو بوس. هناك اختلافات إقليمية أيضًا مثل ذا هانكي بانك والتي تعني (الشرير العظيم). يُقال إن الغرغول يحمي أصحاب المبنى كالكنيسة ويخيف أي روح شريرة أو ضارة، وكذلك الحال بالنسبة للبوس والشيميرا.

## أسطورة الغرغول
انتشرت أسطورة فرنسية حول اسم القديس رومانوس (الفرنسية: رومان عُرف في الفترة بين نحو 631- 641 ميلادي)، وهو المستشار السابق لملك الميروفنجيون كلوتير الثاني الذي أصبح أسقفًا لروان. تتحدث الأسطورة عن إنقاذه البلاد حول روان من وحش يدعى الغرغول أو غوجي. يُقال إن الغرغول يمتلك شكل التنين التقليدي بأجنحته التي تشبه أجنحة الخفافيش وعنقه الطويل وقدرته على نفث النار من فمه. هناك نسخ متعددة من القصة، منها أن القديس رومانوس أخضع الغرغول باستخدامه الصليب أو أنه أسر المخلوق بمساعدة متطوع واحد كان رجلًا مدانًا. في كلا القصتين، يُرجع رومانوس الغرغول إلى روان ويحرقه، إلا أن رأسه وعنقه لا يحترقان بسبب قدرتهما أساسًا على نفث النار، وبالتالي يُثبت الرأس على جدران الكنيسة التي بُنيت حديثًا لإخافة الأرواح الشريرة وحماية المدينة. مُنح أساقفة روان الحق في إطلاق سراح سجين واحد في اليوم الذي نُقلت فيه آثار القديس رومانوس في موكب وذلك إحياءً لذكراه.

## لمحة تاريخية

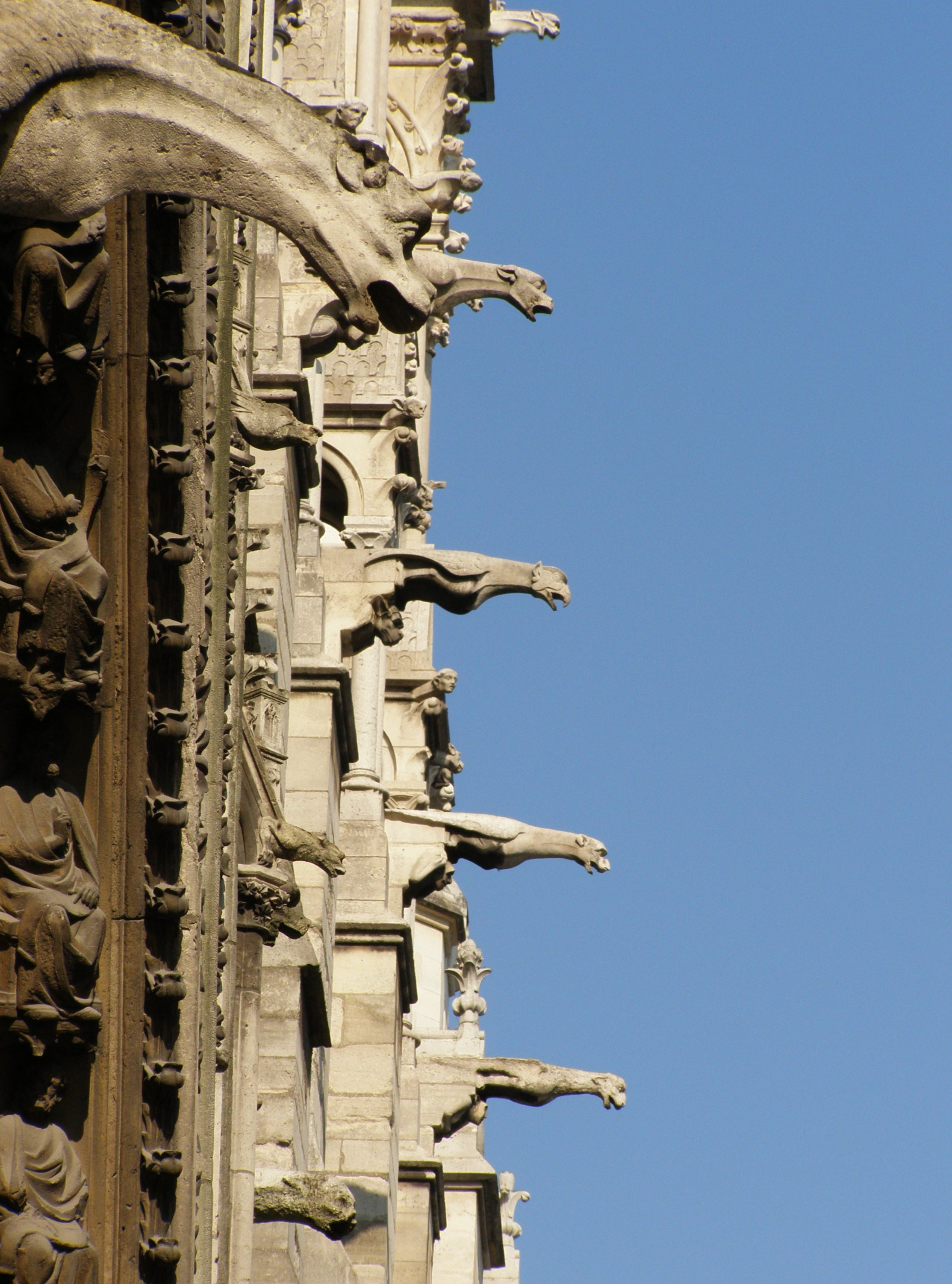
غراغيل كاتدرائية نوتردام دو باري (باريس) في باريس بفرنسا

غالبًا ما يُطبق مصطلح الغرغول على أعمال العصور الوسطى، لكن اعتماد بعض الوسائل المختلفة لتحويل المياه دون اللجوء إلى استعمال المزاريب جرى في كل العصور. أظهرت الغرغولات في العمارة المصرية القديمة تباينًا بسيطًا تمثل عادة في شكل رأس أسد. شوهدت صنابير المياه على شكل رأس الأسد على المعابد اليونانية أيضًا، وكانت إما منحوتة أو مصبوبة من الرخام أو من الطين النضيج. من الأمثلة الجيدة على ذلك، 39 صنبور مياه على شكل رأس الأسد في معبد زيوس. في الأصل، امتلك المعبد 102 غرغولًا أو صنبورًا، لكن وبسبب وزنها الكبير (إذ كانت منحوتة من الرخام)، انكسر الكثير منها فكان لا بد من استبدالها.
هناك العديد من الغرغولات والشيميرات في الكاتدرائيات التي تعود إلى القرون الوسطى. بحسب ما جاء به المهندس المعماري والمؤلف الفرنسي يوجين فيوليه لو دوك، وهو أحد أكبر منفذي الغرغول في القرن التاسع عشر، تظهر أولى الغرغولات المعروفة في العصور الوسطى في كاتدرائية لاون (نحو 1200- 1220)، ومن الأمثلة الأكثر شهرة عليها هو غرغولات كاتدرائية نوتردام دو باري. على الرغم من أن معظمها يمتلك ميزات غروتيسك إلا أن مصطلح غرغول يشمل جميع أنواع الأشكال. صُورت بعض الغرغولات على أنها رهبان أو مجموعة من الحيوانات والأشخاص، وحمل الكثير منها طابعًا فكاهيًا. لم تؤد هذه الحيوانات الغريبة أو الشيميرات وظيفة الأنابيب المطرية، وبالتالي سميت من أجل الدقة غروتيسك فهي كانت بمثابة زخرفة، ولكنها سُميت غرغول بين عامة الشعب.
تنبثق جميع صنابير المياه المزخرفة منها وغير المزخرفة من الأسطح على مستوى الدريئة، وكانت عبارة عن أدوات لتفريغ مياه الأمطار من المباني حتى أوائل القرن الثامن عشر. منذ ذلك الوقت، استخدمت المزيد من المباني أنابيب التصريف لنقل المياه من الأسطح إلى المزاريب فالأرض، ولم تنشأ إلا أعداد قليلة جدًا من المباني التي تستخدم الغرغول، لأن قسمًا من الناس وجدوها مخيفة، حتى أن بعضها تساقطت بسبب وزنها الثقيل مما تسبب بأضرار جسيمة. جعل قانون البناء في لندن عام 1724، الذي أقره برلمان بريطانيا العظمى من استخدام أنابيب التصريف أمرًا إلزاميًا في كل الأبنية الجديدة.

## الكنيسة الكاثوليكية
تمثل الاستخدام الأساسي للغرغول في تصوير الشر من خلال شكل الغرغول، في حين تفترض نظرية أخرى أن الغروتيسك في العمارة كانت عبارة عن أدوات ردع. تتضح المعتقدات الوثنية في بعض الأحيان من استخدام الغرغولات التي تعكس التاريخ الثقافي الفريد للمجتمع الذي تعد الكاتدرائية جزءًا منه. اشتهر القديس برنارد من كليرفو بموقفه ضد نحت الغرغولات على جدران الدير الخاص به، في القرن الثاني عشر قبل استخدام الغرغولات كصنابير للمياه إذ قال:
ماذا تفعل هذه الوحوش الخيالية في الأديرة أمام أعين الأخوة أثناء قراءتهم؟ ما هو المعنى وراء هذه القرود النجسة وهذه الأسود الوحشية الغريبة وهذه الوحوش؟ ما هو الغرض الذي وُضعت من أجله هنا هذه المخلوقات، نصفها وحش ونصفها رجل وهذه النمور المرقطة؟ أرى عدة أجساد برأس واحد وعدة رؤوس بجسم واحد. هذا مخلوق رباعي الأرجل برأس ثعبان وهناك سمكة برأس رباعي ثم نجد مرة أخرى حيوانًا نصفه حصان ونصفه الآخر ماعز...من المؤكد أننا وإن لم نخجل من هذه السخافات، يجب علينا على الأقل أن نأسف على ما أنفقناه عليها.
بحسب ليستر بوربانك برييدهام الذي كتب عن الغرغولات والشيميرات والغروتيسك في النحت القوطي الفرنسي، «هناك رمزية كبيرة في فن النحت القوطي، لكن يتعين علينا أن نتوخى الحذر من قراءتها بقدر أكبر مما يحتاجه المعنى».